# Silicio nanocristalino

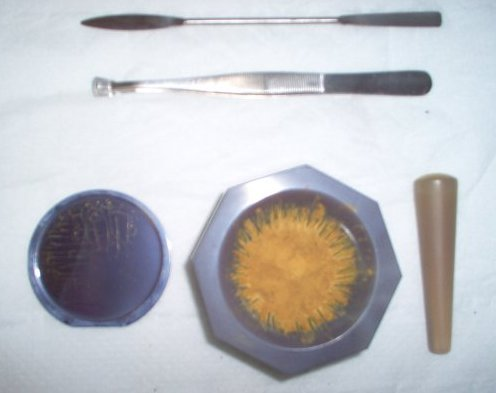
Nanopolvo de silicio

El silicio nanocristalino (nc-Si), a veces también conocido como silicio microcristalino (μc-Si), es una forma de silicio poroso. Es una forma alotrópica de silicio con estructura paracristalina -es similar al silicio amorfo (a-Si), en el sentido de que tiene una fase amorfa. Sin embargo, se diferencian en que el nc-Si tiene pequeños granos de silicio cristalino dentro de la fase amorfa. Esto contrasta con el silicio policristalino (poli-Si), que consiste únicamente en granos de silicio cristalino, separados por límites de grano. La diferencia radica únicamente en el tamaño de los granos cristalinos. La mayoría de los materiales con granos en el rango de los micrómetros son en realidad polisilicio de grano fino, por lo que el término silicio nanocristalino es mejor. El término silicio nanocristalino se refiere a una gama de materiales en torno a la región de transición de la fase amorfa a la microcristalina en la película fina de silicio. La fracción de volumen cristalino (medida a partir de la espectroscopia Raman) es otro criterio para describir los materiales de esta zona de transición.
El nc-Si tiene muchas ventajas útiles sobre el a-Si, una de ellas es que, si se cultiva adecuadamente, puede tener una mayor movilidad de electrones, debido a la presencia de los cristalitos de silicio. También presenta una mayor absorción en las longitudes de onda del rojo y el infrarrojo, lo que lo convierte en un material importante para su uso en las células solares de a-Si. Sin embargo, una de las ventajas más importantes del silicio nanocristalino es que tiene mayor estabilidad que el a-Si, una de las razones es su menor concentración de hidrógeno. Aunque en la actualidad no puede alcanzar la movilidad que puede alcanzar el poli-Si, tiene la ventaja sobre el poli-Si de que es más fácil de fabricar, ya que puede depositarse mediante técnicas convencionales de deposición de a-Si a baja temperatura, como el PECVD, en contraposición al recocido por láser o los procesos de CVD a alta temperatura, en el caso del poli-Si.

## Usos
La principal aplicación de este novedoso material es el campo de las células solares de película fina de silicio. Como el nc-Si tiene aproximadamente el mismo bandgap (banda prohibida) que el silicio cristalino, que es de ~1,12 eV, puede combinarse en capas finas con el a-Si, creando una célula multijuntiva en capas llamada célula en tándem. La célula superior de a-Si absorbe la luz visible y deja la parte infrarroja del espectro para la célula inferior de Si nanocristalino.
Algunas empresas están a punto de comercializar tintas de silicio basadas en silicio nanocristalino o en otros compuestos de silicio. La industria de los semiconductores también está investigando el potencial del silicio nanocristalino, especialmente en el área de las memorias.

## Silicio de capa fina
El silicio nanocristalino y el policristalino de grano pequeño se consideran silicio de capa fina.